# 圣马丹拉尔-昂圣埃米娜
圣马丹拉尔-昂圣埃米娜（法語：Saint-Martin-Lars-en-Sainte-Hermine，法語發音：[sɛ̃ maʁtɛ̃ laʁ ɑ̃ sɛ̃t ɛʁmin]）是法国卢瓦尔河地区大区旺代省的一个市镇，位于该省中东部偏南，属于丰特奈勒孔特区。

## 地理
圣马丹拉尔-昂圣埃米娜（46°35'29"N, 0°58'51"W）面积18.81 平方千米，位于法国卢瓦尔河地区大区旺代省，该省份为法国西部沿海省份，北起大西洋卢瓦尔省和曼恩-卢瓦尔省，西临大西洋，南至滨海夏朗德省，东部及东南部与德塞夫勒省接壤。
与圣马丹拉尔-昂圣埃米娜接壤的市镇（或旧市镇、城区）包括：拉卡耶尔-圣伊莱尔、拉沙佩勒泰梅尔、圣瑞尔-尚日隆、圣洛朗德拉萨勒。

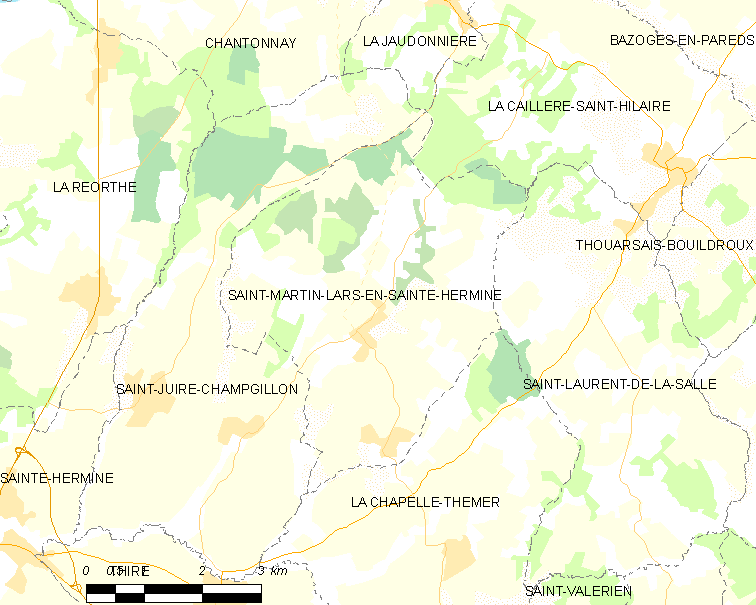
圣马丹拉尔-昂圣埃米娜的OSM定位图

圣马丹拉尔-昂圣埃米娜的时区为UTC+01:00、UTC+02:00（夏令时）。

## 行政
圣马丹拉尔-昂圣埃米娜的邮政编码为85210，INSEE市镇编码为85248。

## 政治
圣马丹拉尔-昂圣埃米娜所属的省级选区为拉沙泰涅赖县。

## 人口

1962-2008年间圣马丹拉尔-昂圣埃米娜人口变化图示

圣马丹拉尔-昂圣埃米娜于2022年1月1日时的人口数量为421人。